# Четрока
Четрока (болг. Четрока) — село в Болгарии.
Село расположено в Южно-Центральном районе Болгарии и входит в состав в общины Лыки Пловдивской области. Село расположено в 160 километрах на юго-запад от Софии.
Село находится в горном районе.

## Политическая ситуация
Четрока подчиняется непосредственно общине и не имеет своего кмета.
Кмет (мэр) общины Лыки — Красимир Славчев Манов (Болгарская социалистическая партия (БСП)) по результатам выборов в правление общины.